# Корнийяк, Кловис
Клови́с Корнийя́к (фр. Clovis Cornillac, 16 августа 1967, Лион, Франция) — французский киноактёр.

## Биография
Кловис Корнийяк родился 16 августа 1967 года в городе Лион, Франция, в актёрской семье. Его мать — известная во Франции актриса, обладательница двух национальных театральных премий имени Мольера Мириам Бойе, отец — театральный актёр и режиссёр Роже Корнийяк. Кловис с детства мечтал о спортивной карьере, всерьёз занимаясь боксом, но затем увлёкся театром и, в конце концов, пошёл по стопам своих родителей.
В 1994 году женился на актрисе Керолайн Пруст. В 2001 году у пары появились на свет близнецы — дочки Алиса (Alice) и Лили (Lili). Они развелись в 2010 году. С 2009 года он состоит в отношениях с французской актрисой Лилу Фольи (Lilou Fogli). 28 мая 2013 года у Кловиса и Лилу родился мальчик Нино. Пара поженилась 30 августа 2013 года.

## Карьера
С 14 лет юноша начал изучать драматическое мастерство и параллельно с этим пробоваться на роли в кинофильмах и телесериалах.
Год спустя Корнийяк уже играл в спектаклях и снялся в эпизоде в мини-сериале «Деревня на холме» («Le village sur la colline»), главную роль в котором исполнила его мать Мириам Бойе. В ранний период своего творчества Кловис брался за роли как в лентах, заслуживающих внимания, таких, как экранизация повести Милана Кундеры «Невыносимая лёгкость бытия» Филиппа Кауфмана, и независимая научно-фантастическая драма «Сокровище Собачьих островов» Ф. Ж. Оссанга, так и в проходных фильмах — выбирать юному актёру не приходилось, и он соглашался на любую предложенную работу.
В 1985 году Кловис сыграл свою первую главную роль в боевике «Вне закона». В следующие десять лет актёр большую часть времени проводит на театральных подмостках.
В 1999 году Кловис сыграл одну из центральных ролей в драме Тома Винсента «Карнавал», после чего его заметили и зрители, и коллеги-кинематографисты. За эту работу Корнийяк в 2000 году был номинирован на премию «Сезар» как самый многообещающий новый актёр, а сам фильм на Берлинском МКФ был удостоен приза памяти основателя фестиваля Альфреда Бауэра.
Роль Кловиса в вышедшей в 2001 году комедийной мелодраме Артю де Пенгерна «Грегори Мулен против человечества» закрепила успех «Карнавала».
Через год вышло сразу несколько картин с участием актёра: триллер «Частное дело», мистический «ужастик» «Книга теней», комедия «Бойня». После этого к Кловису Корнийяку пришло заслуженное признание, и он стал одним из самых популярных и востребованных французских актёров.
Корнийяку удаётся одинаково хорошо играть как комедийных, так и драматических персонажей, актёр выразительно смотрится и в жанровом кино. За время своей карьеры Кловис снялся в более чем полусотне кинофильмов и дюжине короткометражек, участвовал почти в тридцати телевизионных проектах и выходил на сцену в двадцати театральных постановках.

## Награды
Известен своими ролями в фильмах «Долгая помолвка», «Астерикс на Олимпийских играх» и других. В 2000 году был номинирован на премию Сезар в номинации «Актёр-надежда». В 2004 году Корнийяк стал кавалером ордена искусств и литературы. В том же году за роль Дидье в фильме «Неделька» во второй раз стал номинантом на «Сезар». Через год Кловису повезло больше, и он стал обладателем «европейского „Оскара“» в категории «Лучший исполнитель роли второго плана» за участие в комедии «Ложь, измена и тому подобное…», а также лауреатом премии имени Жана Габена.

## Интересное
- Прозвище Корнийяка — «Клокло».
- Во время работы над фильмом «Париж! Париж!» Корнийяк брал уроки пения.
- В октябре 2008 года Кловис открыл в родном городе Лионе свой ресторан «JoFé».[1]
- Кловис Корнийяк — акционер футбольного клуба «Олимпик».[2]
- В 2004 году стал кавалером Ордена искусств и литературы, а в январе 2010 года — офицером этого ордена.

## Фильмография
1. 1988 — Невыносимая лёгкость бытия / The Unbearable Lightness of Being
2. 1992 — Die Baskenmütze (Баскский берет), или Bonne chance Frenchie — в русском переводе либо Французик, либо Удачи, Френчи![3] — Анри
3. 1999 — Карнавал / Karnaval — Кристиан
4. 2001 — Грегуар Мулен против человечества
5. 2002 — Книга теней
6. 2002 — Частное расследование / Une affaire privée
7. 2003 — Знакомьтесь, Ваша вдова
8. 2003 — Чистое небо после дождя / Après la pluie, le beau temps
9. 2003 — Неделька / À la petite semaine
10. 2004 — Принцесса Малабара / Malabar Princess
11. 2004 — Жена Жиля / La femme de Gilles — Жиль
12. 2004 — Долгая помолвка / Un long dimanche de fiançailles
13. 2004 — Ложь, измена и тому подобное… / Mensonges et trahisons et plus si affinités
14. 2005 — Брис великолепный
15. 2005 — Рыцари неба / Les chevaliers du ciel — Себастьян Валуа
16. 2005 — Кактус / Le Cactus
17. 2005 — Следующий! / Au suivant !
18. 2006 — Тигровые отряды
19. 2006 — Полтергей
20. 2006 — Змий / Le Serpent
21. 2007 — Скорпион / Scorpion
22. 2007 — Тайна подземелья / Eden Log
23. 2008 — Новый протокол / Le nouveau protocole — Рауль Крафт
24. 2008 — Отпетые мошенники / Ca$h — Солаль Мерикур
25. 2008 — Астерикс на Олимпийских играх — Астерикс
26. 2008 — Париж! Париж! / Faubourg 36 — Милу
27. 2009 — Беллами / Bellamy
28. 2009 — Святая Виктория / La sainte Victoire — Ксавье Альварес
29. 2009 — Служить и защищать / Protéger & servir — Ким Хуан
30. 2010 — Любовь — это для двоих / L’amour, c’est mieux а deux — Мишель
31. 2011 — Реквием по убийце / Requiem pour une tueuse — Рико
32. 2011 — Месье Папа / Monsieur Papa
33. 2011 — Дикое желание / Une folle envie
34. 2011 — В смятении / Dans la tourmente — Франк
35. 2012 — Радиозвёзды / Radiostars — Арнольд
36. 2012 — Отважные герои / Mes héros — Максим
37. 2013 — Тур де Шанс / La grande boucle — Франсуа
38. 2015 — Мало, много, слепо /
39. 2018 — Щекотка / Les Chatouilles — Фабрис Ле Надан